# Viaduto Cidade de Guarulhos
O viaduto Cidade de Guarulhos - Prof. Antonio Veronezi também conhecido como Ponte Estaiada de Guarulhos é uma ponte estaiada localizada em Guarulhos, na Região Metropolitana de São Paulo. A ponte, que cruza a Rodovia Presidente Dutra entre os km 218 e km 219, no bairro Vila das Palmeiras, é formada por 6 vias, três em cada sentido. Foi inaugurado em 7 de julho de 2010 e desde então se tornou um cartão-postal da cidade. O viaduto dá acesso aos bairros e à região central da cidade por meio da Avenida Paulo Faccini, sendo essencial para a melhora do fluxo e escoamento de veículos da região para a rodovia.

## Construção
Orçado inicialmente em mais de 31 milhões de reais o projeto teve um custo de mais de 60 milhões de reais
O viaduto foi construído com 28 cabos de aço, chamados estais, tem 170 metros de comprimento, 60 metros de altura e uma largura de tabuleiro e um estaiamento de 24 metros. A iluminação conta com 5 projetores suspensos por dois postes de mais de 15 metros e tem potência de 3,8 mil watts. O custo da iluminação foi 26 mil reais.

## Paisagismo
O projeto paisagístico do viaduto se espalha por uma área de 8 mil m² nos dois lados da construção e inclui espelhos d'água, lagos para peixes ornamentais, 38 espécies de palmeiras, mais de 50 espécies de arbustos, plantas epífitas e bromélias, além de decks e bancos de madeira.